# San Marco (Cima da Conegliano Londra)
Il San Marco (?) è un dipinto a olio su tavola (103,2x40,6 cm) di Cima da Conegliano, databile attorno al 1500 e conservato nella National Gallery di Londra.
L'identificazione della figura drappeggiata nell'opera non è certa, potrebbe trattarsi di San Marco per il suo aspetto generale e la presenza di una penna d'oca (che suggerisce un evangelista), ma potrebbe essere anche identificata con San Luca o san Giacomo.
L'opera assieme a San Sebastiano compone un gruppo proveniente dalla chiesa di Santa Maria dei Crociferi a Venezia.

## Il gruppo completo

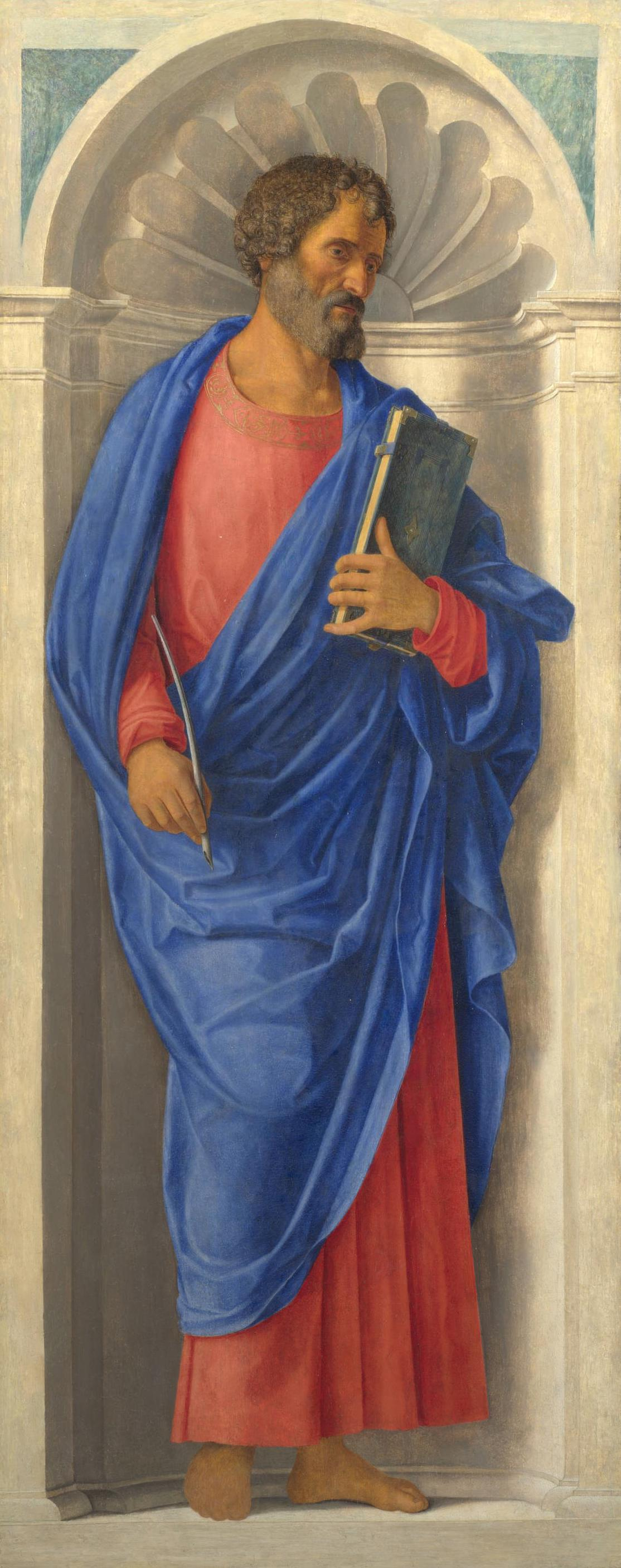
San Marco
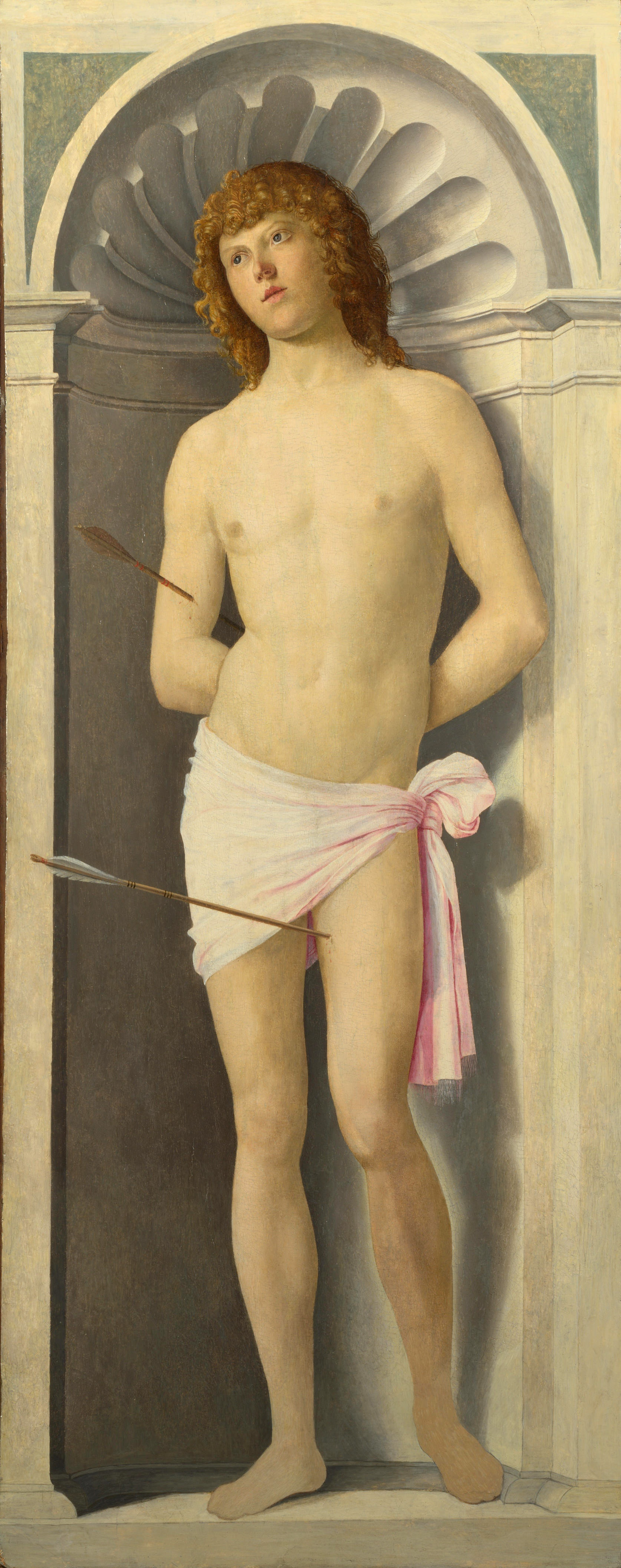
San Sebastiano